# Alarmrotte

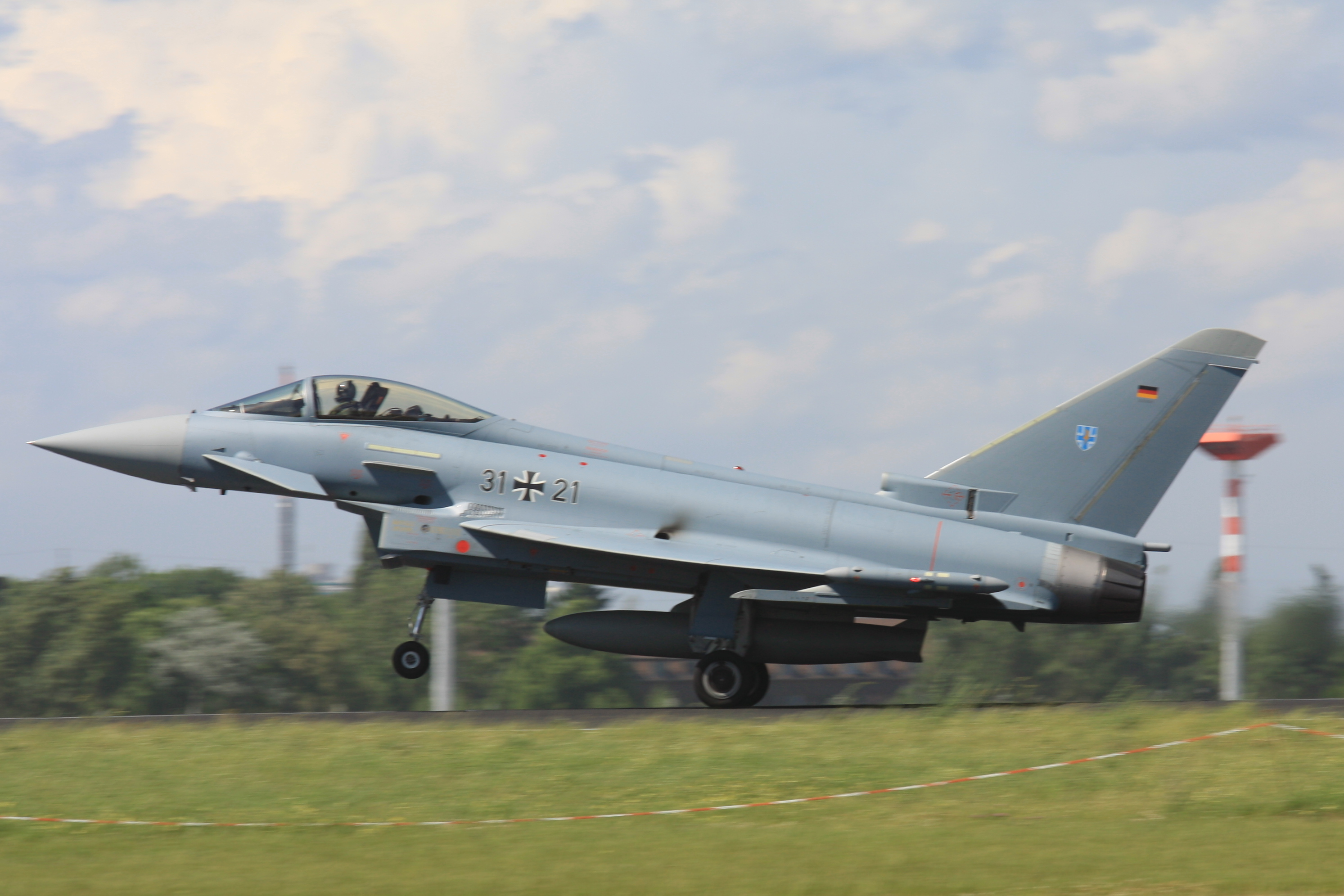
Flugzeugmuster der Alarmrotte der deutschen und österreichischen Luftwaffe: Eurofighter Typhoon

Eine Alarmrotte ist eine Rotte von zwei oder drei Jagdflugzeugen oder Abfangjägern, die das ganze Jahr rund um die Uhr zum Start (Quick Reaction Alert) in der kürzestmöglichen Zeit bereitsteht, um die Unversehrtheit der Lufthoheit eines Staates in dessen Staatsgebiet zu wahren.
Die NATO-Bezeichnung von Alarmrotten zur Abfangjagd lautet Quick Reaction Alert (Interceptor), kurz QRA (I).

## Allgemein
Alarmrotten können bei Luftraumverletzungen oder anderen schwerwiegenden Zwischenfällen im Luftraum (beispielsweise bei Flugzeugentführungen), oder zur Unterstützung bei technischen Problemen eingesetzt werden. Nach der Alarmierung muss die Alarmrotte innerhalb einer festgelegten Zeit (z. B. 15 Minuten) in der Luft sein. Je nach Alarmlage können diese Zeiten auf 10 bzw. 5 Minuten verkürzt werden. Bei 10 Minuten sitzen die Piloten bereits im Cockpit, bei 5 Minuten stehen die Maschinen startbereit auf der Startbahn. Als Instrument zur Wahrung der nationalen Souveränität und Sicherheit unterstehen Alarmrotten im Grundsatz nationaler Befehlsgewalt. Die Gestellung von Alarmrotten und die Befugnis, deren Einsatz zu befehlen, kann jedoch auch im Rahmen von Bündnisvereinbarungen oder bilateralen Verträgen geregelt werden. Somit kann eine solche Rotte durchaus auch aus Flugzeugen von Luftstreitkräften verschiedener Länder bestehen. Die Befugnis, Einsätze einer Alarmrotte anzuordnen, ist in den Nationen unterschiedlich geregelt. So liegt in Großbritannien die Befehlsgewalt hierzu komplett bei der militärischen Führung und nicht bei der politischen. Besondere Aufmerksamkeit erhielt die Luftraumüberwachung (Air Policing) nach den Anschlägen des 11. September 2001 in den USA, da bei rechtzeitiger Alarmierung und klarer Befehlskette eine Alarmrotte möglicherweise in der Lage gewesen wäre, diese Anschläge zu verhindern.
Wird ein Alarmstart befohlen, so können die Besatzungen nach Annäherung an ein verdächtiges Luftfahrzeug eine Sichtidentifizierung durchführen.
Tritt ein Flugzeug unerlaubt in den Luftraum eines NATO-Staates ein, liegt die Leitung der Alarmrotte bei dem betroffenen Bündnismitglied.

## Standardisiertes Manöver
Zur Verständigung dienen international durch die ICAO standardisierte Signale. Als Zeichen für den Abfangvorgang positioniert sich ein Abfangjäger seitlich leicht nach vorne versetzt auf die linke Seite des abzufangenden Flugzeuges, um so dem Piloten der abzufangenden Maschine Sichtkontakt zum Abfangjäger zu ermöglichen. Die so „angesprochene“ Maschine sollte dann durch Wackeln mit den Flügeln signalisieren, der Alarmrotte folgen zu wollen. Danach würde der Jäger eine Kursänderung beispielsweise in Richtung eines Flugplatzes einleiten.
Gelingt es nicht, das Luftfahrzeug unter Kontrolle zu bringen oder abzudrängen, und droht z. B. die Gefahr eines (gewollten) Absturzes mit weitreichenden weiteren Folgen, so gibt es in vielen Ländern, zum Beispiel den USA, die Möglichkeit zum Abschuss der Maschine.
In Einzelfällen ist es schon gelungen, ohnmächtige Piloten wieder aufzuwecken oder führerlose kleinere Maschinen durch Unterschneiden der Tragfläche (zusätzlicher einseitiger Auftrieb) auf Kurs in unbewohntes Gebiet zu bringen. Ein ähnliches Flugmanöver wurde bereits von der britischen Royal Air Force erfolgreich gegen anfliegende V1 eingesetzt, um diese ab vom Kurs und zum Absturz zu bringen; die britischen Jagdflugzeuge berührten z. T. dabei sogar absichtlich die Tragflächen, um das Manöver durch einen physikalischen Impuls zu verstärken, da die automatische Steuerung durch den Kreiselkompass der V1 dann in der Regel zusammenbrach.
Die Alarmrotte ist in der Regel in eigens dafür errichteten Hangars an einem Ende einer Startbahn untergebracht, um im Alarmierungsfall kurze Wege zum Start zu garantieren. Hierzu dürfen die Jäger gegebenenfalls Start- und Landebahnen auch als Rollbahn benutzen, um ihre Startposition zu erreichen, was ansonsten den Sicherheitsregeln eines ordentlichen Flugbetriebes widerspricht. Die Hangars sind üblicherweise besonders gesichert, um Sabotage zu verhindern. Insgesamt sind etwa 50 Personen eines Geschwaders rund um die Uhr vorbereitet für diesen Ernstfall. Neben dem Piloten und in der Regel fünf Technikern gehört zum Bereitschaftsteam auch der Geschwadergefechtsstand, Fliegerhorstfeuerwehr und die Besatzung von Tower und Radar.

## Situation in Deutschland
In der deutschen Luftwaffe stellen das Taktische Luftwaffengeschwader 71 „Richthofen“ für den nördlichen Luftraum, das Taktische Luftwaffengeschwader 74 für den südlichen Luftraum und im Bedarfsfall das Taktische Luftwaffengeschwader 73 „Steinhoff“ (v. a. für den östlichen Luftraum) die Alarmrotten. In nationaler Zuständigkeit für den gesamten deutschen Luftraum ist das Nationale Lage- und Führungszentrum für Sicherheit im Luftraum als militärischer Teil der Führungszentrale Nationale Luftverteidigung (FüZNatLV) in Uedem. Hier sitzen Vertreter von Luftwaffe, Innenministerium und Flugsicherheit zusammen und entscheiden über das Vorgehen.
Bis zur Wiedervereinigung lag die Lufthoheit in Westdeutschland bei den Alliierten. Für den nördlichen Luftraum wurde die Alarmrotte durch die Royal Air Force vom Stützpunkt Wildenrath gestellt, für den südlichen Luftraum durch die USAFE vom Flugplatz Bitburg. Nach der Wiedervereinigung wurde die Aufgabe der Alarmrotte zunächst bei beiden Bundeswehr-Jagdgeschwadern alleinig von der F-4 Phantom II ausgeführt. Im Juni 2008 übernahm der Eurofighter diese lufthoheitlichen Aufgaben beim JG 74. Mit der Einführung des Eurofighter in das Taktische Luftwaffengeschwader 71 „Richthofen“ (TaktLwG 71 „R“) im April 2013 wurden die letzten Phantom bei der Luftwaffe ausgemustert. Bis dahin flogen F-4 Phantom II und Eurofighter gemeinsame Übungseinsätze.
Mit dem Anfang 2005 in Deutschland beschlossenen Luftsicherheitsgesetz sollten die rechtlichen Grundlagen geschaffen werden, welche es unter anderem im Notfall, wie z. B. bei dem Versuch, ein Flugzeug als fliegende Bombe zu benutzen, den Besatzungen der Jagdflugzeuge auf Anweisung des Verteidigungsministers erlauben, dieses abzuschießen. Am 15. Februar 2006 erklärte das Bundesverfassungsgericht den entsprechenden Paragraphen für verfassungswidrig und berief sich dabei auf das Quantifizierungsverbot. Es urteilte zudem im April 2013, dass nicht der Verteidigungsminister, sondern nur die deutsche Bundesregierung in Eilfällen entscheiden darf.

## Situation in der Schweiz

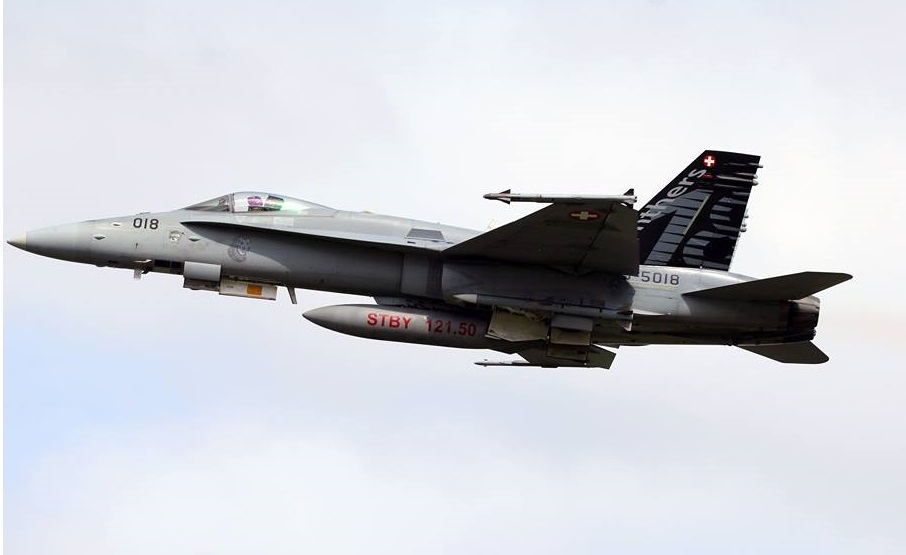
F/A-18C J-5018 mit Sidewinder und AMRAAMs bewaffnet, trägt einen Zusatztank mit aufgemalter Notfrequenz

Der Luftraum der Schweiz und von Liechtenstein wurde nach Inbetriebnahme des ersten SFR-Systems mit Radar überwacht. Seit dem  1. Januar 2005 geschieht dies ununterbrochen während 24 Stunden täglich mit dem System FLORAKO.  Nachdem der entführte Ethiopian-Airlines-Flug 702 ausserhalb der Flugbetriebszeiten der Schweizer Luftwaffe in Genf landete (wobei die Luftwaffe auch im Tagesbetrieb nicht involviert worden wäre), wurde das Projekt Interventionsfähigkeit Luftpolizeidienst ausserhalb der normalen Arbeitszeiten, kurz ILANA, voran getrieben. Vom 4. Januar 2016 an standen Montag bis Freitag von 8:00 bis 18:00 Uhr zwei bewaffnete F/A-18 auf QRA (Quick Reaction Alert) bereit. Ab dem 2. Januar 2017 war diese Präsenz von 8 bis 18 Uhr an jedem Tag (auch Samstag, Sonntag und Feiertage) gewährleistet. Seit dem 1. Januar 2019 sind die Jets von 6 bis 22 Uhr bereit und am 31. Dezember 2020 erfolgte dann der Ausbau auf 24 Stunden während 365 Tagen. Ein sofortiges Herauffahren auf diese Bereitschaft war nicht möglich, da hierfür das Personal fehlte und die Ausbildungszeit sowie die Anzahl Ausbildungsplätze bei den Piloten und militärischen Fluglotsen die Grenzen festlegten. Bei der Schweizer Luftwaffe wird die QRA nicht nur für Notfälle, sogenannte  HOT-Missionen, eingesetzt, sondern auch für LIVE-Missionen, in denen routinemäßig fremde Staatsluftfahrzeuge kontrolliert werden. Die F/A-18, die für den QRA-Dienst bereitstehen, sind neben der Bordkanone auch mit Chaffs, Flares, AIM-9 Sidewinders und AMRAAMs, Infrarot (Advanced Targeting Forward-Looking Infrared) sowie einem Zusatztank versehen, auf dem mit roter Schrift die internationale Notfrequenz STBY 121,50 steht. Die Haupteinsatzbasis für die QRA-Bereitschaft ist der Militärflugplatz Payerne, jedoch sind auch die Plätze in Emmen und Meiringen im Turnus während einigen Wochen im Jahr als QRA-Basen im Einsatz. Auch auf dem Militärflugplatz Sion ist die dafür nötige Infrastruktur vorhanden. QRA-Einsätze ab den zivilen Landesflughäfen Zürich und Genf sind möglich, aber nur in Ausnahmefällen vorgesehen. Von der gesamten F/A-18-Flotte wird jedes Flugzeug für einige Zeit dem QRA-Dienst zugeteilt, um eine gleichmäßige Flugstundenzahl auf alle 30 F/A-18 der Schweizer Luftwaffe zu verteilen. Alle drei F/A-18-Fliegerstaffeln (Fliegerstaffel 11, Fliegerstaffel 17 und Fliegerstaffel 18) des Berufsfliegerkorps der Luftwaffe stellen Piloten für den QRA-Dienst ab. Hierbei müssen die zwei Piloten, die zusammen die QRA bilden, nicht zwingend von derselben Staffel sein.

## Situation in Österreich
Das österreichische Bundesheer hält zwei Eurofighter im Fliegerhorst Hinterstoisser in Zeltweg in Bereitschaft.